# Juliusz Demel
Juliusz Demel (ur. 16 sierpnia 1921 w Poznaniu, zm. 31 sierpnia 1991 we Wrocławiu) – polski profesor historii, pracownik naukowy Uniwersytetu Wrocławskiego i Wyższej Szkoły Pedagogicznej w Opolu. Autor książek i licznych innych publikacji z dziedziny historii XIX i XX wieku. Szczególnym zainteresowaniem prof. Demela cieszyła się historia gospodarcza Krakowa i Śląska, a także stosunki polsko-rumuńskie i historia Rumunii.

## Życiorys
Urodził się w Poznaniu, w rodzinie zawodowego wojskowego Franciszka Demela, ale dzieciństwo i młodość spędzał w stolicy. Był maturzystą klasy o profilu humanistycznym I Państwowego Gimnazjum i Liceum im. Stefana Batorego w Warszawie z roku 1939 (w tym samym roczniku co Jan Bytnar i Tadeusz Zawadzki, jego kolegą w klasie był Krzysztof Kamil Baczyński). W latach 1933–1939 był harcerzem 23 Warszawskiej Drużyny Harcerzy „Pomarańczarnia”, pełnił m.in. funkcję redaktora wydawanego przez drużynę pisma „Gniazdo”. Na początku II wojny światowej przeniósł się do Krosna, gdzie zatrzymał się u rodziny i utrzymywał się z pracy w zakładzie tekstylnym. W 1942 uciekł, za ojcem – pułkownikiem WP, adiutantem gen. K. Sosnkowskiego z kraju; przebywał jakiś czas na Huculszczyźnie, następnie przeszedł przez nielegalną granicę do Rumunii. Tamże złapany i aresztowany, dwa lata spędził w więzieniach w Czerniowcach i Krajowej. Zwolniony został w 1944; schyłek wojny również spędził w Rumunii, podjąwszy studia z historii i filologii nowożytnej na uniwersytecie bukareszteńskim. Wyniósł z tamtego okresu znajomość języka rumuńskiego, w przyszłości historii Rumunii poświęcił wiele prac, utrzymywał także bliskie kontakty naukowe z tamtejszymi ośrodkami historycznymi.
W 1945 powrócił do kraju. Rozpoczął studia historyczne na Uniwersytecie Jagiellońskim, pod kierunkiem Henryka Mościckiego i Jana Dąbrowskiego, uczęszczał też na zajęcia z filologii angielskiej. Był ponadto słuchaczem Szkoły Nauk Politycznych przy Wydziale Prawa UJ. Z dyplomem magistra historii (pracę Początki gospodarki austriackiej w Krakowie po 1846 r. obronił w 1949) skierowany został do pracy w Muzeum Historycznym Miasta Krakowa. Otrzymał zakaz pracy w kontakcie ze studentami i mieszkanie poza Krakowem (Wieliczka). W opinii władz nie pomogło małżeństwo (żona – sanitariuszka Szarych Szeregów, ps. „Lidka”, maturzystka „Konopnickiej”, związana z batalionem „Parasol”, po-powstaniowa więźniarka Auschwitz i Ravensbrück). W 1951 przedstawił dysertację doktorską Stosunki gospodarcze i społeczne Krakowa w latach 1846–1853 (Kraków 1951), po czym otrzymał w krakowskim muzeum stanowisko kustosza.
W 1956 wyjechał z Krakowa i osiadł we Wrocławiu, gdzie po roku pracy w Muzeum Śląskim objął kierownictwo działu historycznego. W tym samym czasie podjął starania o przeniesienie na Uniwersytet Wrocławski, zakończone powodzeniem i powołaniem z początkiem lutego 1958 na adiunkta. Jesienią tegoż roku awansował na docenta. W latach 1960–1967 związany był z opolską Wyższą Szkołą Pedagogiczną; w latach 1963–1967 mieszkał w Opolu, a do Wrocławia dojeżdżał, by w 1967 powrócić na stałe do Wrocławia. Na obu uczelniach pełnił funkcje administracyjne – prodziekanem w Opolu był w latach 1964–1969, we Wrocławiu w latach 1969–1972. 15 marca 1972 odebrał nominację na profesora nadzwyczajnego. Nigdy nie angażował się w bieżące akcje polityczne; na przełomie lat 80/90, w związku z sytuacją polityczną odmówił przyjęcia tytułu profesora zwyczajnego („belwederskiego”). Zasiadał w senacie uniwersyteckim. Przez jakiś czas przewodniczył Radzie Instytutu Pedagogicznego oraz brał udział w pracach zarządu głównego Związku Zawodowego Pracowników Kultury.
Zmarł we Wrocławiu, w miesiąc po przejściu na emeryturę i niespełna 2 miesiące po ostatnim prowadzonym przez siebie egzaminie magisterskim. Łącznie, w samym tylko Wrocławiu, kierował około 130 pracami magisterskimi. Był szanowanym rzecznikiem studentów; jeszcze wiele lat po jego śmierci przychodziły na jego adres listy z wyrazami pamięci.
Został pochowany 5 września 1991 r. na Cmentarzu Grabiszyńskim (pole 37-13-359).

## Publikacje
(wybór)
- Juliusz Demel, Stosunki gospodarcze i społeczne Krakowa w latach 1846–1853”, Towarzystwo Miłośników Historii i Zabytków Krakowa, Kraków 1951
- Juliusz Demel, „Kasper Zubowski (1797-1873)”, Towarzystwo Miłośników Historii i Zabytków Krakowa, Kraków 1952
- Juliusz Demel, „Pożar Krakowa 1850 r.”, Towarzystwo Miłośników Historii i Zabytków Krakowa dla Min. Szkolnictwa Wyższego, Kraków 1952
- Stefan Banach, Juliusz Demel, Jerzy Dobrzycki, Mieczysław Tobiasz, „Przemiany dziejowe otoczenia Wawelu”, Komitet Przebudowy Otoczenia Wawelu, Kraków 1953
- Juliusz Demel, „Początki kolei żelaznej w Krakowie”, Towarzystwo Miłośników Historii i Zabytków Krakowa, Kraków 1954
- Juliusz Demel, „Stosunki gospodarcze i społeczne Krakowa w latach 1853–1866”, Ossolineum, Wrocław 1958
- Maria Borowiejska-Birkenmajerowa, Juliusz Demel, „Działalność urbanistyczna i architektoniczna Senatu Wolnego Miasta Krakowa w latach 1815–1846”, Studia i Materiały do Teorii i Historii Architektury i Urbanistyki, Warszawa 1963
- Juliusz Demel, „Powstanie Styczniowe” materiał dla prelegentów wydany dla Komisji Obchodów 100-lecia Państwa Polskiego WK FJN [Wojewódzkiego Komitetu Frontu Jedności Narodu] w Opolu, Instytut Śląski w Opolu, Opole 1963
- Juliusz Demel, „Podstawy rozwoju nowoczesnego Krakowa w latach 1846–1956” [w:] Kraków, jego dzieje i sztuka, Warszawa 1965
- Juliusz Demel, „Życie gospodarcze i społeczne ziemi krakowskiej (1848-1867)”, PWN, Kraków 1967
- Walter Leithäuser [wstęp Edward Mendel, red. nauk. Juliusz Demel], „Banda Aulocka, z pamiętnika lejtnanta Leithäusera”, Instytut Śląski w Opolu, Opole 1967
- Juliusz Demel, „Historia Rumunii”, wyd. I Ossolineum, Wrocław 1970, wyd. II uzup. i popr. Ossolineum, Wrocław 1986, ISBN 83-04-01553-6.
- Juliusz Demel, „Aleksander Jan Cuza, książę Rumunii”, Ossolineum, Wrocław 1977
- Marian Haisig (red.), Juliusz Demel [oprac.], „Legnica” monografia historyczna miasta, Monografie Regionalne Dolnego Śląska, Ossolineum, Wrocław 1977